# Duilio Carotti
Duilio Carotti (Papigno, 18 gennaio 1911 – Senigallia, 19 settembre 1957) è stato un pittore italiano.
Iniziò a lavorare come ragioniere in uno stabilimento industriale nella Valle del Nera. Nel frattempo, si diplomò all'Istituto d'Arte Governativo e all'Accademia di Belle Arti di Perugia, che successivamente gli conferirà il titolo di Accademico di Merito. Svolse il servizio militare in Africa, dove tenne le sue prime mostre personali (nel 1935 ad Asmara e nel 1936 ad Addis Abeba).
Tornato in Italia, espose per la prima volta a Terni nel 1943. Nel 1948, fondò il gruppo di artisti umbri "La Soffitta", di cui è segretario. L'associazione, lungo gli anni cinquanta e sessanta, si farà promotrice del Premio Terni, che richiamò parecchi nomi dell'arte contemporanea italiana in città.
Nel 1952, partecipò alla VI Quadriennale Nazionale d'Arte di Roma con Figura, successivamente acquistata dalla Presidenza della Repubblica per la collezione di opere d'arte del Palazzo del Quirinale.
Lungo la sua carriera, ha tenuto 24 mostre personali e ha partecipato a 157 mostre collettive. Nel 1956, tiene sei mostre personali. Morì a 46 anni, nel 1957, anno in cui vinse il primo Premio di pittura di Ravenna.
In seguito, gli furono tributate varie mostre retrospettive, come quella al Palazzo dei Priori di Perugia (1979), a Terni (1983), a Corciano (1985, 1987 e 1990) e al Palazzo Cesi di Acquasparta (1986).

Stabilimento Nera Montoro

## Premi
Carotti ottenne vari premi e segnalazioni alle Mostre nazionali di Bolzano, Giulianova, Napoli, Bologna, Campobasso, Forlì, Bruxelles, Lecco, Frattamaggiore, Viterbo, San Benedetto del Tronto e Belluno.
I principali premi rilevanti che ottenne furono:
- Primo premio "Premio Galleria Tacito", Terni, 1947
- Secondo premio "Premio Città di Orvieto", 1948
- Primo premio per il Bianco e Nero Ente Turismo, Terni, 1948
- Premio Mostra Nazionale Sportiva Roma, 1948
- Primo premio "Premio Terni", 1950
- Premio al "Premio Terni", 1951-52-53-54-55
- Premio "Città di Trieste" alla Mostra Nazionale, Trieste, 1952
- Premio alle Mostre Regionali di Perugia, 1952-53-55
- Primo premio "Mostra Internazionale della Tavoletta", Roma, 1953
- Tavolozza d'oro de "La Soffitta", 1953
- Tavolozza d'argento al "Premio Michetti", 1953-54
- Primo premio "Mostra Viaggiante del paesaggio Umbro", Perugia, 1954
- Premio "Città di Cervia", 1954
- Premio Mostra Regionale di Foligno, 1954
- Premio acquisto al "Premio Michetti", 1954-55
- Premio "Città di Gallarate", 1955
- Premio "Tendopoli Artistica di Giulianova", 1955
- Primo premio "Accademia dei Filedoni di Perugia"

Via con scale